# From Mars to Sirius
From Mars to Sirius — музичний альбом гурту Gojira. Виданий 27 вересня 2005 року лейблом Listenable. Загальна тривалість композицій становить 66:52. Альбом відносять до напрямку дез-метал, треш-метал, ґрув-метал.

## Список пісень
1. «Ocean Planet» — 5:32
2. «Backbone» — 4:18
3. «From the Sky» — 5:48
4. «Unicorn» — 2:09
5. «Where Dragons Dwell» — 6:54
6. «The Heaviest Matter of the Universe» — 3:57
7. «Flying Whales» — 7:44
8. «In the Wilderness» — 7:47
9. «World to Come» — 6:52
10. «From Mars» — 2:24
11. «To Sirius» — 5:37
12. «Global Warming» — 7:50
13. «Escape» — 5:08

## Чарти
| Чарти (2005)                 | Найвища позиція |
| ---------------------------- | --------------- |
| Франція French Albums (SNEP) | 44              |